# Carlos Meléndez
Carlos Meléndez Latorre (Bilbao, 26 gennaio 1957) è un ex calciatore spagnolo.

## Carriera
Cresciuto nell'Arenas Getxo, viene acquistato dall'Athletic Bilbao che lo manda prima un anno al Baskonia e poi al Bilbao Athletic nella stagione 1978-1979.
Due anni dopo viene "promosso" alla prima squadra, debuttando in Primera División spagnola il 21 settembre 1980 nella partita Athletic-Real Valladolid 4-1. Milita quindi per sette stagioni con i rojiblancos nei quali disputa pochi incontri, relegato a ruolo di vice di Andoni Zubizarreta. Vince comunque due scudetti, una Coppa del Re ed una Supercoppa di Spagna.
Nel 1986 passa all'Espanyol, con cui conclude la carriera sei anni più tardi.

## Palmarès

### Club

#### Competizioni nazionali
- Campionato spagnolo: 2

Athletic Club: 1982-1983, 1983-1984
- Coppa di Spagna: 1

Athletic Club: 1984
- Supercoppa di Spagna: 1

Athletic Club: 1984